# Башири, Ирадж
Ирадж Башири (перс. ایرج بشیری‎; род. 31 июля 1940, Бехбехан, Хузестан) — иранский историки лингвист. Профессор истории, литературы и языкознания Миннесотского Университета США.

## Биография
Родился 31 июля 1940 года в городе Бехбахан (Иран). Начальное образование получил в Дамане и Дароне (Ферейданский регион). Среднее образование получил в Исфахане и Ширазе. В 1961 году получил диплом (аттестат) по математике гимназии «Ходж Кавом» в Ширазе. В школьные годы Башири увлекался изучением английского языка и в 1959 году принял участие во всеиранской школьной олимпиаде в городе Рамсар и занял первое место по знанию английского языка.
С 1960 по 1963 гг. Башири продолжил изучение английского языка и литературы в Университете Пехлеви (ныне Ширазский университет) и в 1963 году окончил его как «лучший студент английского языка и литературы». Во время учебы в университете он работал региональным корреспондентом газеты «Кайхон» в провинции Фарс, также преподавал английский язык в центре культуры Ирана и Англии и английскую литературу в Университете Пехлеви города Шираза.
В 1964 году для продолжения учебы уехал в Англию, а в 1966 году — в США. В 1968 году он окончил магистратуру по общему языкознанию Мичиганского университета. В 1972 году защитил докторскую диссертацию по иранскому языкознанию. Докторская диссертация Башири была посвящена исследованиям Ибн Сины о глаголе «быть».
В годы учёбы в США он также занимался преподавательской деятельностью и в Мичиганском университете преподавал персидский язык, также принимал участие в образовании и воспитании миротворцев в штатах Вермонт, Нью-Йорк и Нью-Джерси. В 1972 году доктор Башири был принят в Миннесотский университет в качестве преподавателя персидского и турецкого языков. В 1996 году стал профессором этого университета.
Преподавательская деятельность доктора Башири охватывает следующие дисциплины: иранское языковедение, персидская литература (поэзия и проза), история Ирана (древняя и современная) и история Средней Азии и Афганистана. В 1980 году он получил звание лучшего преподавателя науки и литературы Университета Миннесоты. Наряду с преподавательской деятельностью доктор Башири занимается исследовательской работой, некоторые из которых посвящены: книге Садек Хидаята «Буфи кур», поэме Фирдоуси «Шахнаме», современной истории и литературе республик Средней Азии, Афганистана и т. д.
В 1996 году Национальный университет Таджикистана наградил профессора Башири званием "Почётный доктор культуры и истории", а в 1997 году Академия наук Таджикистана присвоила ему звание «Почётный академик и иностранный член АН Таджикистана».
Кроме Университета Миннесоты, профессор Башири читал лекции в университетах Мичигана, Техаса, Казахстана и Киргизии.
С 1975 по 1979 гг. доктор Башири возглавлял центр по исследованию Центральной Азии, а после — по исследованию южной Азии Университета Миннесоты. В период с 1987 по 2005 гг. неоднократно избирался председателем центра по исследованию России и Средней Азии, а с 2005 по 2007 гг. был директором Института языкознания и литературы славянских и Центральноазиатских народов. В настоящее время занимается преподавательской и исследовательской деятельностью.

## Избранные сочинения
Книги:
- Persian for Beginners, 1972, 1975, 1981, 1991.
- Persidskij yazyk dla nachinaushchikh Osnovnoj kurs (trans., Persian for Beginners by V. Bazukin), 2000.
- 'To Be' as the Origin of Syntax: A Persian Framework, 1973.
- The Fiction of Sadeq Hedayat, 1984.
- The Black Tulip (novella in English and Persian), 1984.
- The Pearl Cannon (ed.), 1986.
- Firdowsi’s Shahname: 1000 Years After, 1994.
- From the Hymns of Zarathustra to the Songs of Borbad, 2003.
- Kamal Khujandi: Epoch and Its Importance in the History of Central Asian Civilization, 1996.
- The History of a National Catastrophe, by Rahim Masov (trans.), 1996.
- The Samanids and the Revival of the Civilization of the Iranian Peoples, 1998.
- Tajikistan in the 20th Century,(ed). RFE/RL, 1999—2002.
- Beginnings to AD 2000: A Comprehensive Chronology of Central Asia, Afghanistan, and Iran, 2001.
- Prominent Tajik Figures of the Twentieth Century, 2003.
- The Nowruz Scrolls, published in 4 languages (novella in English, Persian, Tajiki, Russian), 2004.
- The Impact of Egypt on Ancient Iran, 2007.
- The Ishraqi Philosophy of Jalal al-Din Rumi, 2008.
- Ancient Iran: Cosmology, Mythology, History by Iraj Bashiri, Cognella Publishers, 2012.
- Audible Audio Edition: Ancient Iran: Cosmology, Mythology, History by Iraj Bashiri, Cognella Publishers, 2012.